# IQ (musikgrupp)
IQ är ett brittiskt neo-rockband som startades av gitarristen Mike Holmes 1982 sedan hans ursprungliga band The Lens upplösts. Trots att bandet aldrig har haft stora kommersiella framgångar, har IQ byggt upp en lojal skara fans under åren, och är aktiva än idag. Basisten John Jowitt och ex-keyboardisten Martin Orford har också varit medlemmar i Jadis.

## Medlemmar
Nuvarande medlemmar
- Peter Nicholls – sång, bakgrundssång (1981–1985, 1990–)
- Mike Holmes – gitarr (1981–)
- Tim Esau – basgitarr (1981–1989, 2011–)
- Paul Cook – trummor (1982–2005, 2009–)
- Neil Durant – keyboard (2010–)

Tidigare medlemmar
- Martin Orford – keyboard, bakgrundssång (1981–2007)
- Paul (P.L.) Menel – sång, bakgrundssång (1985–1990)
- John Jowitt – basgitarr, bakgrundssång (1991–2011)
- Les "Ledge" Marshall – basgitarr (1989–1991)
- Mark Ridout – trummor (1981–1982)
- Andy Edwards – trummor (2005–2009)
- Mark Westworth – keyboard (2007–2010)

## Diskografi
Studioalbum
- Seven Stories into Eight (kassett) (1982)
- Tales from the Lush Attic (1983)
- The Wake (1985)
- Nomzamo (1987)
- Are You Sitting Comfortably? (1989)
- Ever (1993)
- Subterranea (1997)
- The Seventh House (2000)
- Dark Matter (2004)
- Frequency (2009)
- The Road of Bones (2014)
- Resistance (2019)

Samlingsalbum
- Nine In A Pond Is Here (1985) ( "officiell bootleg" med demos etc. CD-versionen är förkortad)
- J'ai Pollette D'arnu (1991) (b-sidor och livelåtar)
- Seven Stories To Ninety Eight (1998) (original 1982 album plus nyare nyinspelning)
- The Lost Attic (2000)
- Frequency Tour CD 1 (2008)
- Frequency Tour CD 2 ( 2008)

Livealbum
- Living Proof (1986)
- Live Forever (1996)
- Subterránea: The Concert (2000)
- The Archive Collection: IQ20 (2003) ( "officiell bootleg" av livekonsert)
- The Wake: Live at De Boerderij (2010)
- The Archive Collection: IQ30 (2012) ("officiell bootleg" av livekonsert)
- The Archive Collection: Live on The Road of Bones (2016)

Singlar/EP
- "Fascination" / "The Bold Grenadier Part 1" (1982)
- "Barbell Is In" / "Dans Le Parc Du Chateau Noir" (1984)
- "Corners" / "The Thousand Days" (1985)
- "Intelligence Quotient" / "It All Stops Here" (1986)
- "Passing Strangers" / "Nomzamo" (1987)
- Promises (As The Years Go By) (EP) (1987)
- "Sold On You" / "Through My Fingers" (1989)
- "Drive On" / "Colour Flow" (1989)

Videor
- Subterranea: The Concert (DVD, 2000)
- IQ20 - The Twentieth Anniversary Show (DVD 2004)
- Live from London (DVD, inspelad 13 Maj 1985 i London, 2005)
- IQ Stage  (DVD, 2006)
- Forever Live (DVD, 2007)
- The Wake in Concert(DVD, 2010)
- Scrape Across the Sky (Blu-ray, 2017)